# Dietmar Mögenburg
Dietmar Mögenburg (Leverkusen, 15 augustus 1961) is een voormalige Duitse hoogspringer. Hij was olympisch kampioen, Europees kampioen en meervoudig nationaal kampioen op deze discipline. In totaal nam hij driemaal deel aan de Olympische Spelen en won hierbij één medaille.
Mögenburg behoorde samen met Carlo Thränhardt tot de meeste succesvolle hoogspringers in de jaren tachtig van de 20ste eeuw. Zijn grootste internationale succes was het winnen van een gouden medaille op de Olympische Spelen van 1984 in Los Angeles.
Op 26 mei 1980 evenaarde hij het wereldrecord van 2,35 een dag nadat de Pool Jacek Wszoła dit sprong. Dit was tevens een nieuw wereld junioren record. Op 24 februari 1985 bracht hij in Keulen het wereldindoorrecord op 2,39 m. Mögenburg beëindigde zijn sportieve carrière in 1994.

## Titels
- Olympisch kampioen hoogspringen - 1984
- Europees kampioen hoogspringen - 1982
- Europees jeugdkampioen hoogspringen - 1979
- Europees kampioen  hoogspringen (indoor) - 1980, 1982, 1984, 1986, 1989
- West-Duits kampioen hoogspringen (outdoor) - 1980, 1981, 1982, 1983, 1984, 1985, 1987, 1988, 1989, 1990
- West-Duits kampioen hoogspringen (indoor) - 1979, 1980, 1981, 1984, 1989

## Persoonlijke records
| Onderdeel              | Prestatie | Datum            | Plaats    |
| ---------------------- | --------- | ---------------- | --------- |
| hoogspringen (outdoor) | 2,36 m    | 10 juni 1984     | Eberstadt |
| hoogspringen (indoor)  | 2,39 m    | 24 februari 1985 | Keulen    |

## Palmares

### Hoogspringen
- 1979:  EK junioren - 2,24 m
- 1979:  Europacup - 2,32 m
- 1980:  EK indoor - 2,31 m
- 1980:  Vriendschapsspelen - 2,22 m
- 1981:  EK indoor - 2,25 m
- 1982:  EK indoor - 2,34 m
- 1982:  EK - 2,30 m
- 1983:  Europacup - 2,23 m
- 1983: 4e WK - 2,29 m
- 1984:  EK indoor - 2,33 m
- 1984:  OS - 2,35 m
- 1986:  EK indoor - 2,34 m
- 1987: 4e WK - 2,35 m
- 1988:  EK indoor - 2,37 m
- 1988: 5e OS - 2,34 m
- 1989:  EK indoor - 2,33 m
- 1989:  WK indoor - 2,35 m
- 1990:  EK indoor - 2,30 m

## Trivia
- Dietmar Mögenburg is getrouwd met een Noorse en woont in de Noorse plaats Bærum. Hij heeft een zoon (Jonas) en een dochter (Katarina), die beiden zowel de Duitse als Noorse nationaliteit bezitten.
- Katarina Mögenburg kwam tijdens de Europese kampioenschappen 2016 in Amsterdam uit voor Noorwegen op het onderdeel hoogspringen.
- Mögenburg kreeg in 1988 de Rudolf-Harbig-Gedächtnisprijs.

1896: Ellery Clark ·
1900: Irving Baxter ·
1904: Samuel Jones ·
1908: Harry Porter ·
1912: Alma Richards ·
1920: Richmond Landon ·
1924: Harold Osborn ·
1928: Robert Wade King ·
1932: Duncan McNaughton ·
1936: Cornelius Johnson ·
1948: John Winter ·
1952: Walter Davis ·
1956: Charles Dumas ·
1960: Robert Sjavlakadze ·
1964: Valeri Broemel ·
1968: Dick Fosbury ·
1972: Jüri Tarmak ·
1976: Jacek Wszoła ·
1980: Gerd Wessig ·
1984: Dietmar Mögenburg ·
1988: Hennadi Avdjejenko ·
1992: Javier Sotomayor ·
1996: Charles Austin ·
2000: Sergej Kljoegin ·
2004: Stefan Holm ·
2008: Andrej Silnov ·
2012: Erik Kynard ·
2016: Derek Drouin ·
2020: Gianmarco Tamberi & Mutaz Essa Barshim ·
2024: Hamish Kerr